# De finibus bonorum et malorum
Le De finibus bonorum et malorum est un ouvrage philosophique de Cicéron, publié en été 45 av. J.-C., et dédié à Brutus. Le traité porte sur les théories philosophiques grecques sur la finalité ultime des conduites humaines. La traduction du titre est difficile. Les traducteurs français ont parfois opté pour Des bornes des biens et des maux, Des suprêmes biens et des suprêmes maux, Des vrais Biens et des vrais Maux dans la traduction de Régnier-Desmarais, ou mot à mot Sur les termes extrêmes des Biens et des Maux dans les traductions de Jules Martha et Pierre Grimal, et Fins des biens et des maux dans la traduction de José Kany-Turpin.

## Date
Troisième ouvrage consacré par Cicéron à des sujets entièrement philosophiques, le De finibus est rédigé pendant l’année d’intense activité rédactionnelle de Cicéron, que l’on suit d’après ses échanges épistolaires avec Atticus, son ami et son éditeur. Après avoir terminé en mai 45 av. J.-C. la première version des Académiques, il entame la rédaction du De finibus. Le manuscrit en cinq livres est transmis aux copistes à Rome fin juin ou début juillet et envoyé à Atticus le 10 juillet, pour publication définitive,. 

## Manuscrits sources
Les manuscrits médiévaux qui nous ont transmis le texte du De finibus sont très nombreux, mais des fautes de copistes qui leur sont communes prouvent qu'ils proviennent tous d'un même document archétype disparu. Parmi ceux-ci :
- le Palatinus 1513 conservé au Vatican, qui date du XIe siècle et qui est la plus ancienne copie connue et qui est considérée comme la plus proche de l’archétype
- le Rottendorfianus, conservé à Leyde, du XIIe siècle ;
- le Parisiensis 6331 à la Bibliothèque nationale de France, du XIIe siècle, qui malgré de nombreuses défectuosités se rapproche du Palatinus 1513.

En outre, le De compendiosa doctrina de Nonius Marcellus fournit des citations qui permettent d’avoir des aperçus du De finibus disponible au IVe siècle.
Le texte reconstitué dans les traductions actuelles provient des travaux du philologue danois Johan Nicolai Madvig (3e éd. 1876) avec parfois quelques détails de lecture différents. Il est issu principalement Palatinus 1513 et des manuscrits précités.

## Contenu
Cicéron traite de la définition du Bien, problème moral discuté par les Grecs après Aristote, qui en faisait le but de l'existence humaine, pour lui assurer la plénitude d'une vie heureuse. Les Grecs  utilisaient le terme telos, littéralement le but, la fin, pour qualifier le souverain bien, condition absolue du bonheur, limite à laquelle vient aboutir tous les autres biens et telle que l'on ne puisse rien désirer au-delà. Cicéron traduit telos par le  terme finis du titre De finibus qui signifie aussi « la fin, la limite ». Mais pour s'adresser à un public romain non familier du vocabulaire philosophique, il précise finis bonorum (« le terme des biens »). Par contre, l'ajout et malorum (« et des maux ») fait contre-sens, car la notion de but ne peut s'appliquer aux maux. Le titre complet donné par Cicéron n'est donc pas clair, et embarrasse les traducteurs qui ne peuvent donner de titre satisfaisant.  
Cicéron avait énoncé dans son ouvrage d’introduction à la philosophie l’Hortensius que le but de l’homme est de trouver le bonheur. Le De finibus développe cette notion en présentant en cinq livres les réponses offertes par les écoles philosophiques grecques contemporaines de Cicéron. Chaque école a sa définition du bonheur, autrement dit du Bien suprême : le plaisir, ou bien l’absence de douleur, ou encore la conformité à la Nature, mais quelle Nature, du corps ou de l’esprit ? Cicéron au travers de dialogues fictifs va exposer la position de chaque doctrine, puis la critique de cette doctrine afin que le lecteur puisse se forger sa propre opinion. L’ordre de présentation suit les préférences de Cicéron, et commence par l’épicurisme qu’il rejette complètement.

### Livres I et II: l’épicurisme
Les deux premiers livres mettent en scène Cicéron et deux jeunes gens de la haute société, L. Manlius Torquatus, fils de Lucius Manlius Torquatus qui fut consul en 65 av. J.C., et C. Valerius Triarius, morts durant la guerre civile. Tous deux étaient des amis de Cicéron et de Brutus, et sont auparavant présentés dans le Brutus comme très cultivés, instruits de philosophie, et pour Torquatus doué d’une excellente mémoire. Les discussions se déroulent en 50 av. J.-C., dans la villa de Cumes .
Le livre I débute par la prise de parole de Cicéron, avec un argumentaire en faveur de la publication en latin d’ouvrages philosophiques, puis sa critique d’Épicure, tant sur la physique et l’atomisme, que sur la logique et la morale. Cicéron illustre sa critique contre la morale du plaisir par les exemples de sévérité extrême des Torquatus envers les manquements de leurs fils, qui ne peuvent en aucune façon avoir engendré un quelconque plaisir (livre I, I-IV, 17-22). À son tour, Torquatus répond qu’il ne défendra l’épicurisme que sur les questions morales. La doctrine qu’il expose vient des enseignements de ses maîtres Phèdre et de Zénon de Sidon (livre I, V, 16) .
La recherche de plaisir est une chose naturelle, ce qu’il faut chercher c’est la plus grande somme de plaisir, même au prix d’une douleur particulière (livre I, IX-X, 29-33). Torquatus justifie les exemples de conduite de ses ancêtres qu’a donné Cicéron par le principe de discernement : accepter des douleurs morales pour en éviter de bien plus grandes. Le plaisir réside non dans la jouissance du corps, mais dans l’absence de douleur, qui représente le bonheur suprême (livre I, XI-XII, 37-42).
Passant en revue les vertus cardinales, Torquatus affirme qu’elles ne valent que par le plaisir qu’elles apportent : la sagesse dissipe les craintes dues à l’ignorance et permet de classer les désirs ; la tempérance n’est pas un obstacle au plaisir et contribue à l’accroître ; le courage prémunit contre les craintes, et particulièrement contre la peur de la mort ; enfin la justice permet d’éviter les châtiments qu’implique l’injustice et procure l’estime publique (livre I, XIII-XVI, 43-54). Les plaisirs de l’âme sont supérieurs à ceux du corps, car ils ne se bornent pas à l’instant présent, mais peuvent s’étendre au passé et à l’avenir (livre I, XVII, 55-57). Torquatus termine par l’amitié : essentielle pour une vie heureuse selon Épicure, mais est l’objet de théories divergentes parmi les écoles épicuriennes : pour les uns, elle est intéressée, on n’aime que soi en autrui ; selon d’autres, on aime d’abord par intérêt puis l’habitude ; d’autres encore voient l’amitié comme une sorte de pacte tacite (livre I, XX, 65-70).
Dans le livre II, Cicéron développe son profond désaccord vis-à-vis de l’épicurisme. Il en désapprouve totalement l’attitude qui déconseille la participation à la vie publique et politique. Pour lui, une approche du monde qui se réduit à la sensation réduit le rôle de la raison. L’excellence de l’être humain, la vertu, ne peut résider dans le plaisir mais dans la moralité, et ses quatre vertus, acceptées par toutes les écoles philosophiques : prudence, courage, justice et maîtrise de soi. La soumission au plaisir suppose la passivité ; à l’inverse, Régulus a accepté la douleur des supplices par fidélité à sa parole donnée, leçon de courage et de moralité (Livre II, XX, 65). Tous ceux qui ont poursuivi un idéal, qu’ils soient artistes, poètes, hommes d’État l’ont fait pour la réalisation de cette absolu, ce qui dépassait toutes les jouissances.

### Livres III et IV: le stoïcisme
Ce dialogue est censé opposer Caton, adepte du stoïcisme et Cicéron, dans la villa de Tusculum qui appartient à Lucullus, en 52 av. J.-C. Le jeune fils de Lucullus qui est aussi le neveu de Caton assiste à la conversation. Il n'a pas encore revêtu la toge virile, ce qui lui donne au plus une douzaine d'années. Caton et Cicéron s'accordent sur l'intérêt de lui donner une éducation philosophique.
Caton et Cicéron s’accordent aussi sur la définition du souverain Bien, qui est la Vertu. Caton demande alors pourquoi Cicéron n’adopte-t-il pas le stoïcisme qui se fonde sur la Vertu. Cicéron rétorque le stoïcisme ne fait que reprendre l’enseignement de l’Académie et d’Aristote. Caton expose alors en détail la doctrine stoïcienne.
Cicéron lui répond dans le livre IV, et s’il est d’accord sur plusieurs points, il critique l’approche réductrice qui consiste à tout baser sur la raison pure. Il préfère une approche plus large, qui prenne en compte les diverses composantes de l’être humain. La rigueur de la doctrine stoïcienne ne s’assouplit qu’avec Panétios de Rhodes qui la concilie avec le platonisme et Cicéron infléchira sa position lors de l'écriture de De officiis.

### Livre V: l’Académie
La scène se passe en 79 av. J.-C., lors du voyage de Cicéron à Athènes. Le lieu du dialogue, le bois sacré d’Académos est symbolique et renvoie à l’Académie de Platon, principale source de la pensée de Cicéron. Celui-ci est accompagné de ses amis Pupius Piso et Atticus, de son frère Quintus et de son cousin Lucius.
Pupius Piso qui est le plus âgé du groupe présente la doctrine aristotélicienne : chaque homme tend à réaliser sa nature, faite comme être de raison et comme être social. La description faite se veut différente de l'individualisme supposé du Sage stoïcien. Il trouve sa plénitude dans la vie en société, dans la famille, dans la cité, dans les relations d’amitié, description dans laquelle se retrouvent les valeurs de la conscience romaine, famille et politique.
Cicéron, aux livres III du De Legibus et au livre V du De finibus bonorum et malorum, évoque à titre historique le Traité des lois de Théophraste.

### Éditions principales du texte
- Johan Nikolai Madvig, De finibus bonorum et malorum libri quinque, Copenhague, 1876.
- Jules Martha, Des termes extrêmes des biens et des maux, Paris, Les Belles Lettres, 1928-1930.
- Leighton Durham Reynolds, M. Tulli Ciceronis De finibus bonorum et malorum libri quinque, Oxford, Oxford University Press, 1998.

### Traductions françaises
- Cicéron, Des Vrais Biens et des Vrais Maux, traduction par Régnier Desmarais, 1848.
- Cicéron, Des termes extrêmes des Biens et des Maux, texte établi par Carlos Lévy et traduit par Jules Martha, Paris, Les Belles Lettres, 1999.
- Cicéron, Fins des biens et des maux, traduction et présentation par José Kany-Turpin, Paris, Flammarion, 2016.

### Ouvrages généraux
- Philippe Muller, Cicéron : un philosophe pour notre temps, Lausanne, L'Âge d'homme, 1990, 316 p. (ISBN 2-8251-0033-1, lire en ligne)
- Pierre Grimal, Cicéron, Fayard, 1986 (ISBN 978-2-213-01786-0, lire en ligne)